# 55. ceremonia wręczenia Oscarów
55. ceremonia rozdania Oscarów odbyła się 11 kwietnia 1983 roku w Dorothy Chandler Pavilion w Los Angeles. Ceremonia była prowadzona przez Lizę Minnelli, Dudley Moore, Richarda Pryora i Waltera Matthau.
55. ceremonia rozdania Oscarów została zdominowana przez film Gandhi nominowany w 11 kategoriach, z czego wygrywając w 8 z nich. 
Louis Gossett Jr. został pierwszym afroamerykańskim aktorem, który wygrał nagrodę dla najlepszego aktora drugoplanowego za rolę sierżanta Emila Foleya w filmie Oficer i dżentelmen.
Meryl Streep wygrała swoją pierwszą nagrodę dla najlepszej aktorki. Była ona nominowana w poprzednim roku za rolę w filmie Wybór Zofii oraz 13 razy w ciągu następnych 30 lat. Poprzednio Streep wygrała nagrodę dla najlepszej aktorki drugoplanowej w 1979 za rolę w filmie Sprawa Kramerów.

## Wykonawcy piosenek
- „Eye of the Tiger” - Sandahl Bergman & The Temtations
- „How Do You Keep the Music Playing?” - Patti Austin oraz James Ingram
- „If We Were in Love” - Melissa Manchester
- „It Might Be You” - Stephen Bishop
- „Up Were We Belong” - Joe Cocker oraz Jennifer Warnes

## Laureaci i nominowani

### Najlepszy film
- Richard Attenborough – Gandhi
- Steven Spielberg, Kathleen Kennedy – E.T. The Extra-Terrestrial
- Edward Lewis, Mildred Lewis – Zaginiony
- Sydney Pollack, Dick Richards – Tootsie
- Richard D. Zanuck, David Brown – Werdykt

### Najlepszy aktor
- Ben Kingsley – Gandhi
- Jack Lemmon – Zaginiony
- Peter O’Toole – Mój najlepszy rok
- Dustin Hoffman – Tootsie
- Paul Newman – Werdykt

### Najlepszy aktor drugoplanowy
- Louis Gossett Jr. – Oficer i dżentelmen
- Charles Durning – Najlepszy mały burdelik w Teksasie
- James Mason – Werdykt
- Robert Preston – Victor/Victoria
- John Lithgow – Świat według Garpa

### Najlepsza aktorka
- Meryl Streep – Wybór Zofii
- Jessica Lange – Frances
- Sissy Spacek – Zaginiony
- Debra Winger – Oficer i dżentelmen
- Julie Andrews – Victor/Victoria

### Najlepsza aktorka drugoplanowa
- Jessica Lange – Tootsie
- Kim Stanley – Frances
- Teri Garr – Tootsie
- Lesley Ann Warren – Victor/Victoria
- Glenn Close – Świat według Garpa

### Najlepsza scenografia i dekoracje wnętrz
- Stuart Craig, Bob Laing, Michael Seirton – Gandhi
- Dale Hennesy, Marvin March – Annie
- Lawrence G. Paull, David L. Snyder, Linda DeScenna – Łowca androidów
- Franco Zeffirelli, Gianni Quaranta – La Traviata
- Rodger Maus, Tim Hutchinson, William Craig Smith, Harry Cordwell – Victor/Victoria

### Najlepsze zdjęcia
- Billy Williams, Ronnie Taylor – Gandhi
- Jost Vacano – Okręt
- Néstor Almendros – Wybór Zofii
- Allen Daviau – E.T. The Extra-Terrestrial
- Owen Roizman – Tootsie

### Najlepsze kostiumy
- John Mollo, Bhanu Athaiya – Gandhi
- Albert Wolsky – Wybór Zofii
- Piero Tosi – La Traviata
- Eloise Jensson, Rosanna Norton – Tron
- Patricia Norris – Victor/Victoria

### Najlepsza reżyseria
- Richard Attenborough – Gandhi
- Steven Spielberg – E.T. The Extra-Terrestrial
- Wolfgang Petersen – Okręt
- Sydney Pollack – Tootsie
- Sidney Lumet – Werdykt

### Pełnometrażowy film dokumentalny
- John Zaritsky – Just Another Missing Kid
- Sturla Gunnarsson, Steve Lucas - After the Axe
- John Karol, Michel Chalufour - Ben’s Mill
- Meg Switzgable - In Our Water
- Joseph Wishy - A Portrait of Giselle

### Krótkometrażowy film dokumentalny
- Edward Le Lorrain, Terri Nash – If You Love This Planet
- Robert Richter - Gods of Metal
- Charles Guggenheim, Werner Schumann - The Klan: A Legacy of Hate in America
- Freida Lee Mock - To Live or Let Die
- John G. Avildsen - Traveling Hopefully

### Najlepszy montaż
- John Bloom – Gandhi
- Hannes Nikel – Okręt
- Carol Littleton – E.T. The Extra-Terrestrial
- Peter Zinner – Oficer i dżentelmen
- Fredric Steinkamp i William Steinkamp – Tootsie

### Najlepszy film nieangielskojęzyczny
- Hiszpania: José Luis Garci – Ponownie zaczynać
- Nikaragua: Miguel Littin – Alsino i kondor
- ZSRR: Julij Rajzman – Życie osobiste
- Francja: Bertrand Tavernier – Czystka
- Szwecja: Jan Troell – Lot orła

### Najlepsza charakteryzacja
- Sarah Monzani, Michele Burke – Walka o ogień
- Tom Smith – Gandhi

### Najlepsza muzyka
- John Williams – E.T. The Extra-Terrestrial
- Ravi Shankar, George Fenton – Gandhi
- Jack Nitzsche – Oficer i dżentelmen
- Jerry Goldsmith – Duch
- Marvin Hamlisch – Wybór Zofii

### Najlepsza adaptacja piosenki
- Henry Mancini, Leslie Bricusse – Victor/Victoria
- Ralph Burns – Annie
- Tom Waits – Ten od serca

### Najlepsza piosenka
- „Up Where We Belong” - Oficer i dżentelmen – muzyka: Jack Nitzsche, Buffy Sainte-Marie; słowa: Will Jennings
- „How Do You Keep the Music Playing?” - Najlepsi przyjaciele - muzyka: Michel Legrand; słowa: Alan Bergman, Marilyn Bergman
- „Eye of the Tiger” - Rocky III - Jim Peterik, Frankie Sullivan
- „It Might Be You” - Tootsie - muzyka: Dave Grusin; słowa: Alan Bergman, Marilyn Bergman
- „If We Were In Love” - Yes, Giorgio - muzyka: John Williams; słowa: Alan Bergman, Marilyn Bergman

### Najlepszy dźwięk
- Robert Knudson, Robert Glass, Don Digirolamo, Gene Cantamessa – E.T.
- Milan Bor, Trevor Pyke, Mike Le Mare – Okręt
- Gerry Humphreys, Robin O’Donoghue, Jonathan Bates, Simon Kaye – Gandhi
- Arthur Piantadosi, Les Fresholtz, Rick Alexander, Les Lazarowitz – Tootsie
- Michael Minkler, Bob Minkler, Lee Minkler, James LaRue – Tron

### Najlepszy montaż dźwięku
- Charles L. Campbell, Ben Burtt – E.T.
- Mike Le Mare – Okręt
- Stephen Hunter Flick, Richard L. Anderson – Duch

### Najlepsze efekty specjalne
- Carlo Rambaldi, Dennis Muren, Kenneth F. Smith – E.T.
- Douglas Trumbull, Richard Yuricich, David Dryer – Łowca androidów
- Richard Edlund, Michael Wood, Bruce Nicholson – Duch

### Krótkometrażowy film animowany
- Zbigniew Rybczyński – Tango
- Will Vinton - The Great Cognito
- John Coates - The Snowman

### Krótkometrażowy film aktorski
- Christine Oestreicher – A Shocking Accident
- Bob Rogers - Ballet Robotique
- Michael Toshiyuki Uno, Joseph Benson - The Silence
- Jan Saunders - Split Cherry Tree
- Andrew Birkin – Sredni vashtar

### Najlepszy scenariusz oryginalny
- John Briley – Gandhi
- Barry Levinson – Diner
- Melissa Mathison – E.T.
- Douglas Day Stewart – Oficer i dżentelmen
- Larry Gelbart, Murray Schisgal, Don McGuire – Tootsie

### Najlepszy scenariusz adaptowany
- Costa-Gavras, Donald E. Stewart – Zaginiony
- Wolfgang Petersen – Okręt
- Alan J. Pakula – Wybór Zofii
- David Mamet – Werdykt
- Blake Edwards – Victor/Victoria

### Nagroda im. Gordona E. Sawyera
- John Aalberg

### Oscar Honorowy
- Mickey Rooney – w uznaniu za 50 lat wszechstronności w wykonywaniu wielu zróżnicowanych ról